# 新少華
新少華，民國初期粵劇演員。曾拜師靚少華。早年主攻小武，唱功提升後轉演文武生。他的首本戲為《風流天子》。及後，靚次伯以他為學習對象。後來他與薛覺先的三姐結婚，薛覺先更曾拜他為師。可是當新少華成名不久便去世。